# Этирацетам
Этирацетам [(RS)-α-этил-(2-оксо-1-пирролидинил)ацетамид] получен C. Giurgea с соавторами в 1984 году (UCB Pharma, Бельгия), а его (S)-изомер — в 1985 году (UCB Pharma, Бельгия). Этирацетам проявляет ноотропную активность. (S)-Энантиомер этирацетама — леветирацетам (Keppra®) — применяется в медицинской практике в качестве антиэпилептического препарата с 1999 года в США и с 2003 года в РФ.